# A Witness Out of the Blue
Pour plus de détails, voir Fiche technique et Distribution.
A Witness Out of the Blue (犯罪現場, Fan zui xian chang) est un thriller hongkongais écrit et réalisé par Andrew Fung et sorti en 2019 à Hong Kong.
Il raconte l'histoire d'un braqueur (Louis Koo) qui devient le principal suspect d'une affaire de meurtre dans laquelle le seul témoin est un perroquet parlant. A Witness Out of the Blue est présenté en avant-première au Festival du film asiatique de Hong Kong (zh) le 18 octobre 2019 avant de sortir en salle le 24 octobre 2019 à Hong Kong. Il est également projeté au Festival international du film de Rotterdam du 28 janvier au 1er février 2020.

## Synopsis
Trois mois après que Sean Wong (Louis Koo) ait effectué un vol à main armée dans une bijouterie, son complice Homer Tsui (Deep Ng (en)) est retrouvé mort dans un appartement et l'inspecteur en chef Yip Sau-ching (Philip Keung) soupçonne Wong d'être responsable du meurtre. Le seul témoin apparent est un perroquet parlant qui était présent dans la pièce pendant le crime. Wong part alors à la recherche du vrai meurtrier afin de laver son nom et de venger son partenaire.

## Fiche technique
- Titre original : 犯罪現場
- Titre international : A Witness Out of the Blue
- Réalisation et scénario : Andrew Fung
- Photographie : Kenny Tse
- Montage : Law Wing-cheung (en) et Kelvin Chau
- Musique : Peter Kam
- Production : Derek Yee
- Société de production : One Cool Film Production, Guang Dong Century Coast Pictures, Media Asia Films, Sun Entertainment Culture, Lian Ray Picturrs, Zhe Jiang Hengdian Film, Big Honor Entertainment, China Film Media Asia Audio Video Distribution, Beijing Jurongyouhe Technology, Sky Film International Entertainment, Guangdong Quasar Culture & Technology, Imagi International Holdings, Trillion Production, Tianjin Maoyan Writing Media, Shanghai Tao Piao Piao Movie & TV Culture et Leading PR & Promotion
- Société de distribution : One Cool Pictures et Edko Films
- Pays d'origine :  Hong Kong
- Langue originale : cantonais
- Format : couleur
- Genre : thriller
- Durée : 104 minutes
- Dates de sortie :
  -  Chine : 12 octobre 2019
  -  Singapour : 17 octobre 2019
  -  Hong Kong : 24 octobre 2019
  -  Taïwan : 1er novembre 2019

## Distribution
- Louis Koo : Sean Wong
- Louis Cheung : Larry Lam
- Jessica Hsuan (en) : Joy Ting
- Cherry Ngan : Charmaine Hui
- Philip Keung : Yip Sau-ching
- Fiona Sit (en) : Cindy Yeung
- Patrick Tam : Bull Yiu
- Andy On : Tony Ho
- Ling Man-lung : Redhead
- Sam Lee : Clark Au-yeung
- Evergreen Mak (en) : Crab
- Power Chan (en) : Donkey
- Tsui Kwong-lam : Oncle Monk
- Annie Liu (en) : Mr Expert (participation amicale)
- Jacky Cai : la petite amie d'Au-yeung (participation amicale)
- Ng Siu-hin : l'ouvrier (participation amicale)
- Deno Cheung : Lui Yau-piu
- Chan Kin-on : l'officier des affaires internes
- Chan Lai-wan : la mère de Bull
- Amy Tam : la femme de Donkey
- Terry Zou : Harry
- Danny Chan : le méchant homme
- Aaron Chow : le livreur de nourriture
- Ben Cheung : le gardien
- Andrew Fung : le footballeur
- Law Wing-cheung (en) : le patron du café

## Accueil critique
A Witness Out of the Blue reçoit des critiques généralement positives. Edmund Lee du South China Morning Post donne au film la note de 3,5 étoiles sur 5, louant les prestations de Louis Koo et Louis Cheung, et décrit le film comme le meilleur à ce jour du réalisateur Andrew Fung. Gabriel Chong de Movie Xclusive donne au film une note similaire de 3,5 sur 5, louant l'engagement de Koo dans son rôle et le bon rythme du suspense du début à la fin. Andrew Chan de Film Critics Circle of Australia donne au film la note de 7,5 sur 10 sur son blog, saluant les prestations des acteurs et résumant le film en « un thriller policier efficace mais sans tranchant aiguisé ».

## Prix et nominations
| Cérémonie                                  | Catégorie                           | Récipiendaire                       | Issue   |
| ------------------------------------------ | ----------------------------------- | ----------------------------------- | ------- |
| 39e cérémonie des Hong Kong Film Awards    | Meilleur acteur                     | Louis Koo                           | à venir |
| 39e cérémonie des Hong Kong Film Awards    | Meilleur acteur dans un second rôle | Philip Keung                        | à venir |
| 39e cérémonie des Hong Kong Film Awards    | Meilleure chorégraphie d'action     | Jack Wong                           | à venir |
| 39e cérémonie des Hong Kong Film Awards    | Meilleure photographie              | Kenny Tse                           | à venir |
| 39e cérémonie des Hong Kong Film Awards    | Meilleur montage                    | Law Wing-cheung (en) et Kelvin Chau | à venir |
| 39e cérémonie des Hong Kong Film Awards    | Meilleure direction artistique      | Chet Chan                           | à venir |
| 3e cérémonie des Kongest Film Awards       | Film hongkongais préféré            | A Witness Out of the Blue           | à venir |
| Hong Kong Screenwriters' Guild Awards 2020 | Scénario recommandé                 | Andrew Fung                         | à venir |
| Hong Kong Screenwriters' Guild Awards 2020 | Meilleur personnage de film         | Louis Cheung                        | à venir |